# Trn
 Ovo je glavno značenje pojma Trn. Za druga značenja pogledajte Trn (razdvojba).
Trn je dio biljke. Radi se o grančici, koja se razvila u tanki zašiljeni, oštri vrh. Trnje nalazimo na mnogo biljaka, kao što su trnina ili glog. Biljke obično koriste trnje za zaštitu od biljoždera.
Metamorfozu lista nazivamo bodlja. Bodlja se od trna razlikuje po tome što nije povezana s unutarnjom strukturom drveta, nego izrsasta iz kore, poput lista.